# Нико Росберг
Нико Росберг (на немски: Nico Rosberg; произношение на немски: ˈrɔsbɛɐ̯k, на шведски: ˈruːsbærj, Русбери) е немски бивш пилот от Формула 1. Роден е на 27 юни 1985 година във Висбаден, Германия.
Син е на финландския пилот от шведски произход Кеке Росберг, шампион във Формула 1 за 1982 година, но се състезава под немски флаг заради националността на майка си (германка). Израснал е в Монако. Говори свободно немски, английски, италиански и френски език, но не говори фински език.

## Кариера

### Преди Формула 1
Нико Росберг започва кариерата си с картинг през 1996, когато е на 11 години. През 2002 отива в немската Формула БМВ, където печели титлата с девет победи. Това е причината впоследствие да стане част от тима на баща си във Формула 3, където се състезава до 2004 г.
Младият пилот започва да се състезава в новите GP2 серии от тима ART. Там той демонстрира видимо превъзходство над другите пилоти и печели шампионата, въпреки че колите са еднакви. Това поражда съмнения, че Росберг е подпомогнат от тима си в техническо отношение. Патрик Хед опровергава спекулациите твърдейки, че „отговорно лице“ е казало, че колата на ART е била еднаква с другите в GP2 сериите.

### Формула 1
През 2002 Росберг прави тестове на болида на Уилямс. Тогава той е на 17 години и става най-младият пилот управлявал автомобил от Формула 1.
През ноември 2005 Росберг е обявен официално за пилот от Уилямс за сезон 2006.
Още в първото си състезание в Бахрейн той смайва с постижението си. Въпреки инцидент в началото, заради който влиза в бокса, той успява да постигне най-добро време (Росберг става най-младият пилот постигнал най-добро време) и да завърши седми, влизайки в зоната на точките. Това се счита за голям успех, тъй като това е първото му състезание, а и болидът на Уилямс се счита за по-бавен от другите.
На следващото състезание в Малайзия Росберг се представя добре на квалификацията и стартира от трета позиция, но двигателят му не издържа и гръмва по зрелищен начин няколко обиколки след старта.
Още в началото на Гранд При на Австралия участва в катастрофа с Фелипе Маса и други пилоти. Маса отпада веднага, защото болидът му е унищожен, а Росберг губи задното си крило и е принуден да прекрати участието си.
През 2007 г. Росберг печели 20 точки и завършва на девето място в крайното класиране на пилотите. Най-доброто му класиране е за Голямата награда на Бразилия, последното състезание за сезона, където завършва четвърти.
През следващия сезон постига първите си класирания на подиума – второ и трето място. Въпреки това завършва сезона на 13-о място в класирането на пилотите.
Прогресът му продължава през 2009. Браун ГП (по-късно Мерцедес) вижда, че таланта му надхвърля Уилямс, за който кара и го привлича през 2010.
Сезон 2010 Нико Росберг посреща като пилот на Мерцедес. Завършва сезона с три подиума през сезона, като надминава представянето на легендарния си съотборник Михаел Шумахер.
През 2013 г. като съотборник на Нико, на мястото на Шумахер, влиза Люис Хамилтън.
Най-добрият му сезон е 2016 г., когато спечелва 9 състезания. Става световен шампион, след напрегнат сезон със съотборника си Люис Хамилтън до последното състезание в Абу Даби, изпреварвайки го с 5 точки. Люис Хамилтън, спечелва 10 старта, но е преследван от повреди в колата през целия сезон.
Пет дни по късно на 2 декември 2016 г. обявява напускането си на Формула 1.
Завършва кариерата си с 206 състезания, от които е спечелил 23 победи, а 56 пъти се е класирал сред първите трима. Има 30 полпозишъна в кариерата си.
Нико Росберг е участвал в повече състезания от баща си.

## Статистика
Данните са актуални към 9 юни 2015 г., преди квалификацията за Голямата награда на Унгария.
| Сез  | Отб      | С   | Поб | Под | НДКл | Пол | НДКв | Т      | Поз |
| ---- | -------- | --- | --- | --- | ---- | --- | ---- | ------ | --- |
| 2006 | Уилямс   | 18  | 0   | 0   | 7    | 0   | 3    | 4      | 17  |
| 2007 | Уилямс   | 17  | 0   | 0   | 4    | 0   | 4    | 20     | 9   |
| 2008 | Уилямс   | 18  | 0   | 2   | 2    | 0   | 5    | 17     | 13  |
| 2009 | Уилямс   | 17  | 0   | 0   | 4    | 0   | 3    | 34,5   | 7   |
| 2010 | Мерцедес | 19  | 0   | 3   | 3    | 0   | 2    | 142    | 7   |
| 2011 | Мерцедес | 19  | 0   | 0   | 5    | 0   | 3    | 89     | 7   |
| 2012 | Мерцедес | 20  | 1   | 2   | 1    | 1   | 1    | 93     | 9   |
| 2013 | Мерцедес | 19  | 2   | 4   | 1    | 3   | 1    | 171    | 6   |
| 2014 | Мерцедес | 19  | 5   | 15  | 1    | 11  | 1    | 317    | 2   |
| 2015 | Мерцедес | 9   | 3   | 9   | 1    | 1   | 1    | 177*   | 2   |
| 2016 |          |     |     |     |      |     |      |        |     |
| Общо |          | 175 | 11  | 35  | 1    | 16  | 1    | 1064,5 |     |

Легенда
- Сез – Сезон
- Отб – Отбор
- С – Брой състезания през сезона
- Ст – Брой стартове (състезателят се е класирал за старта)
- Поб – Брой победи за сезона
- Под – Брой подиуми (класирания сред първите трима) за сезона
- НДКл – Най-добро класиране в едно състезание за сезона
- Пол – Брой полпозишъни за сезона
- НДКв – Най-добро класиране в квалификациите за сезона
- Т – Точки през сезона
- Поз – Позиция в крайното класиране за сезона